# Stazione di Canonbury
La stazione di Canonbury  è una stazione ferroviaria situata sulla tratta in comune delle ferrovie North London e East London, a servizio di Canonbury, quartiere facente parte del borgo londinese di Islington.

## Movimento
La stazione è servita dalla linea Mildmay e dalla linea Windrush della rete London Overground, erogate da Arriva Rail London per conto di Transport for London.